# 上富田インターチェンジ
上富田インターチェンジ（かみとんだインターチェンジ）は、和歌山県西牟婁郡上富田町にある紀勢自動車道のインターチェンジである。
上り線（和歌山・大阪方面）から、田辺市街地に向かう場合、当ICで降りて一般道を経由する方が早く到着できる。また、下り線（白浜・串本方面）から新宮市に向かう場合、当ICで降りて、国道311号線を利用する方が、早く到着できる。

## 道路
- E42 紀勢自動車道

## 接続する道路
- 国道42号（田辺バイパス）

## 歴史
- 1998年（平成10年）12月25日 : 南紀田辺IC - 南紀白浜IC間 施行命令[1]。
- 2006年（平成18年）2月7日 : 第二回国土開発幹線自動車道建設会議の決定で南紀田辺IC - 南紀白浜IC間が新直轄方式に移行[1]。
- 2015年（平成27年）5月28日 : IC名称を、「上富田IC」に正式決定[2]。
- 2015年（平成27年）7月12日 : 南紀田辺IC - 南紀白浜IC間 開通に伴い供用開始[2][3]。

## 周辺
- 和歌山県立田辺産業技術専門学院
- 朝来駅（JR西日本紀勢本線）
- 上富田町役場
- 上富田スポーツセンター

## 料金所
新直轄方式（無料区間）のため、料金所は設置されていない。

## 隣
E42 紀勢自動車道
(34)南紀田辺IC - (35)上富田IC - 道の駅くちくまの - (36)南紀白浜IC

## 関連記事
- 日本のインターチェンジ一覧 か行